# Вуглепровід
Вуглепровід (рос. углепровод, англ. coal pipeline, нім. Kohlenrohrleitung f) — засіб гідравлічного транспортування вугілля.

## Загальний опис
Промислові вуглепроводи застосовуються при транспортуванні вугілля з гідрошахти на поверхню і далі до збагачувальної фабрики. Магістральні вуглепроводи призначені для передачі вугілля на далекі відстані — від сотень до тисяч км). Найбільший з діючих (працював в 1970—2006 рр.) вуглепроводів — Блек-Меса (Black Mesa), США. Його довжина — 440 км, діаметр робочої труби — 457—366 мм, вантажопотік — 4,4 млн т на рік, крупність вугілля, яке транспортується вуглепроводом — 0-1,2 мм.
| Місце знаходження     | Країна  | Довжина, км | Діаметр, мм | Продуктивність, млн т/рік | Кількість насосних станцій | Роки використання        |
| --------------------- | ------- | ----------- | ----------- | ------------------------- | -------------------------- | ------------------------ |
| Блек-Меса, Аризона    | США     | 439         | 457; 366    | 5,8                       | 4                          | 1970—2006 рр.            |
| Кадіс—Іст Лейк, Огайо | США     | 174         | 254         | 1,3                       | 4                          | 1957—1963 рр.            |
| Мерлебак, Лоррейн     | Франція | 9           | 381         | 1,5                       | —                          | В експлуатації з 1952 р. |
| Бєлово—Новосибірськ   | Росія   | 252         | 500         | 3,0                       | 3                          | 1990—1994 рр.            |
| Порто-Торрес          | Італія  | 4           | 406/304     | 3,5—4,1                   | —                          | В експлуатації           |

Існує два типи вугільних трубопроводів: суспензія та пакетований вантаж. Трубопроводи для шламу використовують суспензію з води та подрібненого вугілля. Співвідношення вугілля до води приблизно 1 до 1 за вагою. Трубопроводи для вугільних пакетів використовують вугілля, яке було спресоване в пакет-брикети діаметром на 5-10 % меншим за діаметр трубопроводу та довжиною приблизно вдвічі більшою за діаметр трубопроводу. Співвідношення вугілля до води приблизно 3 або 4 до 1. Ще один різновид — гідротранспорт гранульованого вугілля
Для ефективного спалювання вугілля потрібен дуже низький вміст вологи, тому після надходження на вугільну електростанцію вугілля необхідно висушити. Вугілля, що транспортується у вигляді суспензії, потребує значного сушіння, і виробництво електроенергії буде значно меншим, якщо його не висушувати ефективно. Вугільні пакети-брикети не потребують такого тривалого сушіння, оскільки вони щільно упаковані, тому не вбирають багато води, а будь-яка вода, яка спочатку була у вугіллі, видавлюється під час стиснення. Для сушіння вугілля воду випарюють або відокремлюють у центрифузі.
Однак, існує ще один різновид — водовугільне паливо — це висококонцентрована (до 80 % вугілля) водо-вугільна суспензія, яка спалюється у факелі без зневоднення.
Великі вугільні ТЕС використовують велику кількість вугілля щодня; достатньо, щоб заповнити сотню вагонів вугілля вагою 100 тонн (98 довгих тонн; 110 коротких тонн) кожен. Вода, яка використовується для транспортування вугілля, також є значною проблемою, особливо в посушливих регіонах, таких, наприклад, як південний захід Сполучених Штатів. Така електростанція споживала б близько 2,4 мільйона галонів США води на день (0,11 м3/с) з трубопроводом для вугільного шламу або близько 700 000 галонів США на день (2600 м3/день) з трубопроводом для вугільного шламу. Це становить приблизно 2700 або 780 акров-футів (3 330 000 або 960 000 м3) на рік відповідно. Генеруюча станція Мохаве потужністю 1580 мегават (2 120 000 к.с.) у Лафліні, штат Невада, мала найдовший у світі трубопровід для вугільного шламу — 273 милі (439 км). З 1969 по 2005 рік трубопровід використовував 4500 акрів-футів (5 600 000 м3) води на рік для транспортування близько 5 мільйонів тонн (4 900 000 довгих тонн; 5 500 000 коротких тонн) вугілля до заводу з шахти Блек-Меза в північно-східній частині шт. Аризона. Завод зупинили 31 грудня 2005 року через перегляд спірних умов постачання вугілля та води.

## Інтернет-ресурси
- Coal Log Fuel Pipeline Transportation System [Архівовано 2 жовтня 2006 у Wayback Machine.] (PDF)
- Facts about Coal Log Pipelines
- Long-Distance Transport of Coal by Coal Log Pipeline [Архівовано 17 січня 2009 у Wayback Machine.] (PDF)